# Funció de l'Agonia a Riudecols
La Funció de l'Agonia de Riudecols és una representació teatral de Riudecols, l'acte central del Divendres Sant, que comença amb el Viacrucis i acaba amb la processó de la nit.
La Funció de l'Agonia de Riudecols és organitzada per la parròquia de Sant Pere de Riudecols i la Confraria de la Puríssima Sang de Nostre Senyor Jesucrist de Riudecols, amb un paper molt destacat dels armats.

## Història
No se sap des de quan es realitza aquest acte, tot i que els records transmesos ens remeten com a mínim a finals del segle xix. Pel que fa a la Confraria de la Puríssima Sang a Riudecols, la primera notícia coneguda és el reglament de 1881, que probablement recollí normes que ja funcionaven des de feia temps. El reglament recollia aspectes devocionals i d'assistència mútua comuns a les poblacions on es va implantar aquesta confraria: el trasllat dels seus membres difunts a l'església o al cementiri, la vetlla dels malalts i l'exercici de la caritat entre els seus membres.
Segons el record més antic que es té sobre l'organització de la Funció de l'Agonia, anava a càrrec d'uns majorals. En la dècada de 1980 els majorals van proposar passar a la fórmula de junta, que es va considerar més pròpia de l'època; els majorals van deixar de funcionar cap a 1992. Aquest canvi organitzatiu va coincidir amb la renovació de la indumentària (el 1985 es van fer 16 vestes noves i 19 colls de blonda) i amb l'edició d'un programa anual (amb la inclusió, el 1988, d'articles de memòria personal sobre la celebració local), la qual cosa s'interpretava internament com una mostra més de la voluntat de donar un nou impuls i un valor patrimonial a l'acte.

## Descripció
La Funció de l'Agonia o Sermó de les Set Paraules se celebra a les dotze del migdia del Divendres Sant i glossa les frases que, segons els evangelis, Jesús va dir mentre estava clavat a la creu. La cerimònia desemboca en la recreació de la mort de Jesús a través d'elements simbòlics com la foscor o els cants.
Aquesta és, arreu, una de les parts fonamentals de la litúrgia del Divendres Sant, i marca el punt culminant de la passió de Crist que al llarg d'aquests dies es recorda a través de les diferents professons, viacrucis i cerimònies simbòliques. La seva importància rau en el moment cronològic en què se situa: la mort de Jesús i l'agonia immediatament anterior.
Allò que caracteritza la Funció de l'Agonia que es fa a Riudecols és la seva solemnitat i la ritualitat en què es desenvolupen especialment les intervencions dels armats, sempre dins d'una notable austeritat.